# Solaster glacialis
Solaster glacialis is een zeester uit de familie Solasteridae. De wetenschappelijke naam van de soort werd in 1881 gepubliceerd door Daniel Cornelius Danielssen & Johann Koren.

## Beschrijving
Solaster glacialis heeft 9-10 armen. Het dorsale skelet bestaat uit vier-lobbige platen, die in lengterijen gerangschikt liggen. De dorsale paxillen zijn groot en aan de bovenzijde sterk afgeplat. De marginale paxillen zijn lang en vormen een duidelijke rand langs de armen. De adambulacrale platen dragen in de richting van de groeve meestal 4 lange, opvallende stekels; langs de groeve 4-5 stekels, die dezelfde hoogte bereiken als de groevestekels. Dit dier wordt niet zo groot, ca. 180 mm in diameter. De kleur van de bovenzijde is rood.

## Verspreiding
Solaster glacialis heeft een arctische verspreiding, van Oost-Groenland tot Spitsbergen en de Karazee. Langs de kust van Noorwegen is de meest zuidelijke vindplaats het Trondheim fjord. De diepte waarop dit dier leeft varieert van 30-35 meter